# Церковь Вознесения Господнего на Секирной горе
Це́рковь Вознесе́ния Госпо́днего на Секи́рной горе́ — православный храм-маяк на Соловецком архипелаге в Архангельской области. Является главным храмом Свято-Вознесенского скита Соловецкого монастыря. На первом ярусе храма престол в честь чуда архистратига Михаила в Хонех, на втором — в честь Вознесения Господня. На третьем ярусе находится колокольня с четырьмя колоколами. Маяк, расположенный на храме, является самым высоким на Белом море, высота маяка — 98 метров от уровня моря.

## История

### Основание
Скит на горе был основан в XIX веке. В 1860—1862 годах при архимандрите Порфирии был возведён каменный одноглавый храм. Над проектом храма трудился губернский архитектор А. П. Шахларев. В советское время скит и храм находился в ведении военных, здесь жили смотрители маяка. Во времена репрессий здесь находился штрафбат, совершались одиночные и массовые расстрелы.

### Современность
4 июня 1992 года впервые после длительного перерыва в храма была совершена литургия. В августе 1993 года музей-заповедник «Коломенское» передал храму икону «Чудо архистратига Михаила в Хонех» XIX века. В 2005 году началась реставрация Свято-Вознесенского храма, были восстановлены росписи. В настоящее время богослужения в храме совершаются регулярно.

## Маяк
Особенность данного храма в наличии на верхнем ярусе маяка. Ежегодно, в период с 15 августа по 15 ноября, он зажигается монахами скита в ночное время. Первоначально была договорённость между настоятелем скита и гидрографами, что маяк будут обслуживать монахи под управлением специального человека — маячника. Однако вскоре настоятель отказался от этой договорённости, заявив, что у него нет людей, способных этим заниматься. Истинная причина отказа была мысль архимандрита, что нецерковные люди будут плохо влиять на послушников. После долгих уговоров договорились, что монастырь в помощь выделит двух послушников или одного наёмного рабочего. В итоге в 1897 году монастырь всё же перешёл на самостоятельное обслуживание маяка. До 1904 года в маяке были установлены керосиновые лампы, затем они были заменены французскими аппаратами. В 1960-е годы маяк был капитально отремонтирован и переведён на электропитание. В настоящее время маяк вместе с храмом входит в состав Соловецкого монастыря и им же обслуживается под присмотром Соловецкой группы средств навигационного оборудования. Маяк, находящийся на высоте 98 метров от уровня моря, до сих пор является самым высоким маяком на Белом море. Дальность света маяка — до 10 миль.

## Галерея

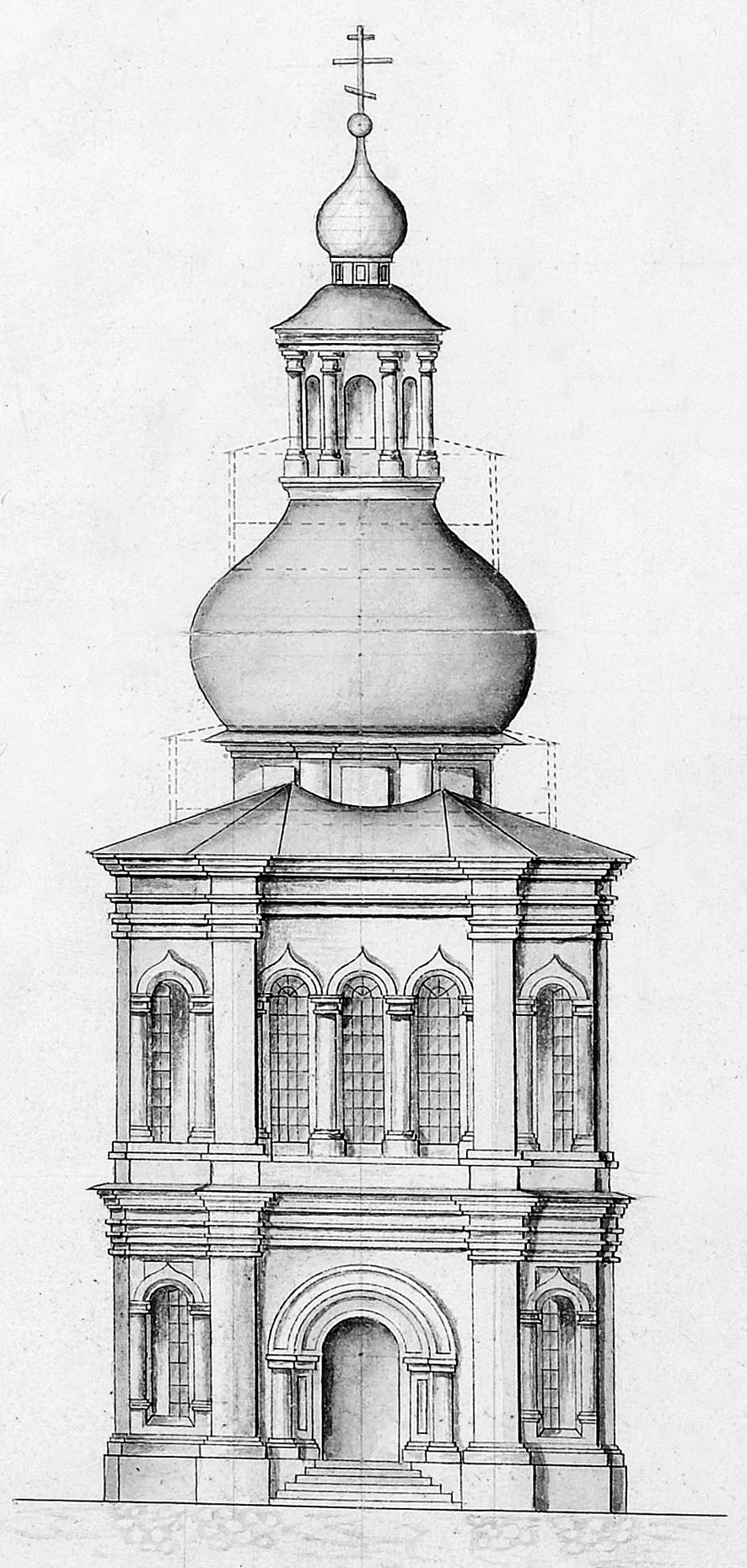
Первоначальный проект храма 1861 года (ещё без маяка).
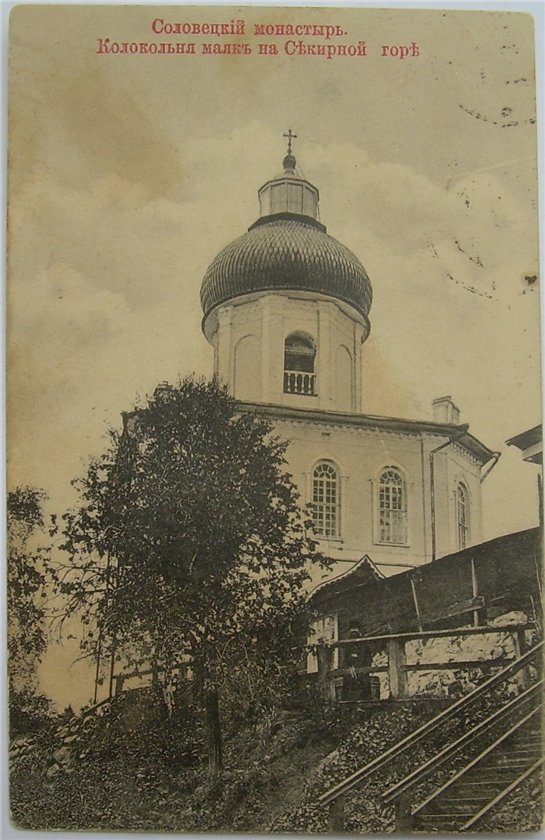
Церковь Вознесения на дореволюционной открытке.
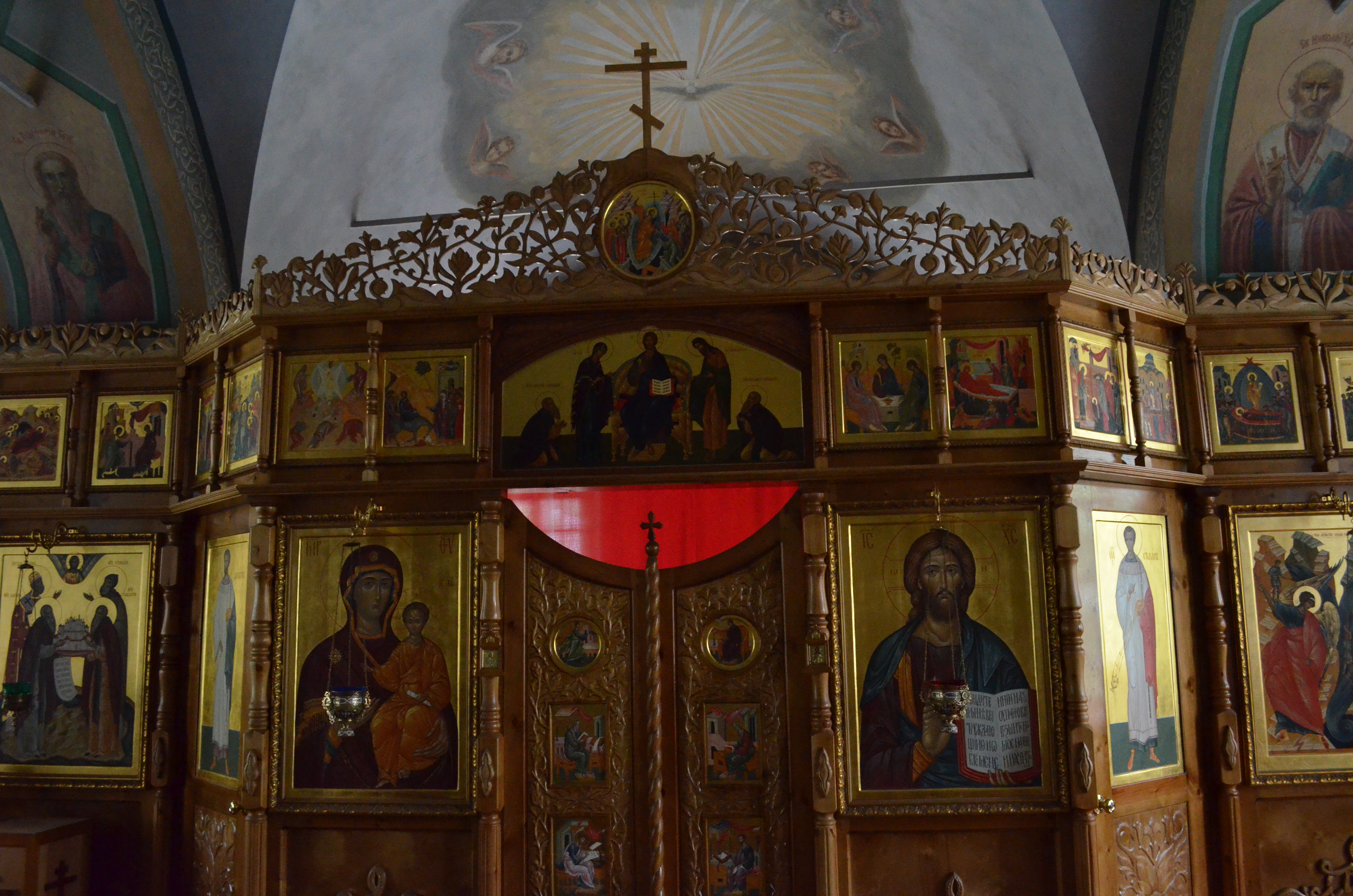
Царские врата.
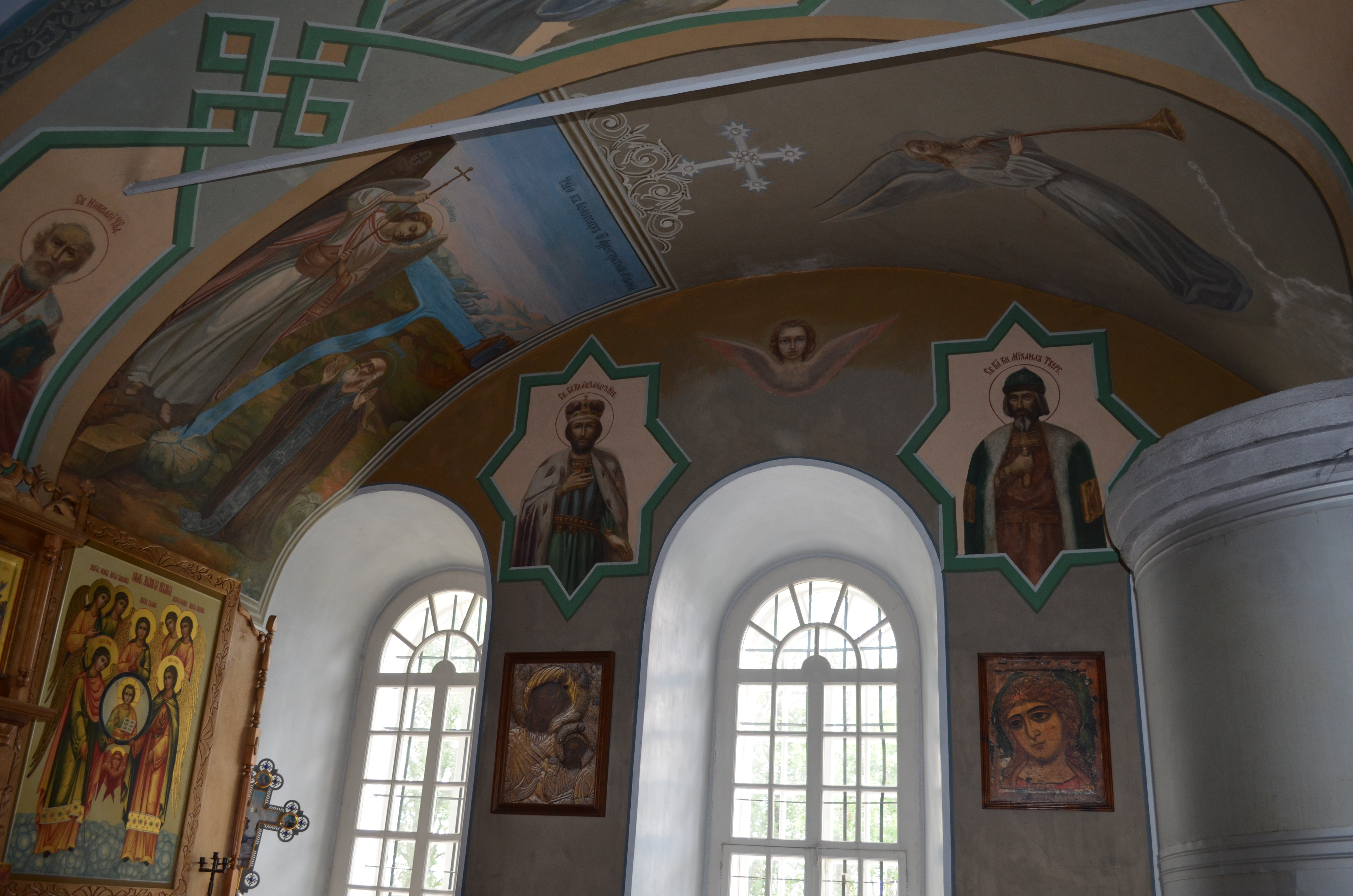
Роспись сводов.
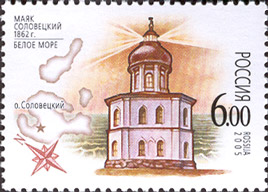
Маяк на российской марке. 2005 год.